# Metropolia Messina-Lipari-Santa Lucia del Mela
Metropolia Messina-Lipari-Santa Lucia del Mela – jedna z 40 metropolii Kościoła Rzymskokatolickiego we Włoszech. Została erygowana 30 września 1986.

## Diecezje
- Archidiecezja Messina-Lipari-Santa Lucia del Mela
  - Diecezja Nicosia
  - Diecezja Patti